# ステファノ・ストゥラーロ
ステファノ・ストゥラーロ（Stefano Sturaro, 1993年3月9日 - ）はイタリア・サンレーモ出身のサッカー選手。元イタリア代表。カターニアFC所属。ポジションはミッドフィールダー。

## クラブ歴
サンレーモに生を受けると、2012年にセリエAのジェノアCFCでサッカー選手としてのキャリアをスタートした。しかしトップチームの出場はなく、レンタル移籍で加入したセリエBのモデナFCでプロデビューを果たした。2013-14シーズンにジェノアへ復帰し、セリエAデビューを果たした。
2014年7月1日にユヴェントスFCが移籍金550万ユーロ（最大でボーナス350万ユーロ）の5年契約で獲得を発表。同時にレンタルの形でジェノアへの残留が決定した。2014-15シーズンの前半戦はジェノアでレギュラーに定着し、チームへ貢献を果たした。2014-15シーズンのユヴェントスは負傷者が続出し中盤の人数が不足したため、2月1日のACFフィオレンティーナ戦を終えるとユヴェントスへ復帰した。
2018年8月12日、ポルトガルのスポルティングCPにシーズンローンで加入。2019年1月24日にスポルティングへのローンを打ち切ると同時にジェノアとシーズン終了までの期限付き移籍で合意、2018-19シーズンに150万ユーロを受け取ることを発表した。成績次第で3年間で850万ユーロを支払う買い取り義務が発生し、移籍金は契約期間中に条件を満たした場合、更に800万ユーロ増加する条項が含まれている。2019年2月6日、条件が満たされたためジェノアが今後4年間で1650万ユーロを支払う形で完全移籍。2019年4月20日のトリノFC戦で膝を負傷し、5月に手術を受けた。
2021年1月23日、エラス・ヴェローナFCへ買い取りオプション付きでシーズン終了までのローンとなることが発表された。
2023年8月21日、トルコ・スュペル・リグのファティ・カラギュムリュクSKに加入した。
2024年1月17日、イタリアに戻りセリエCのカターニアFCに加入した。

## 代表経歴
2016年6月6日、スタディオ・マルカントニオ・ベンテゴディにフィンランドを迎えた国際親善試合でイタリア代表デビュー。アントニオ・コンテ監督の下、64分にエマヌエレ・ジャッケリーニに代わりピッチに立った。

## 評価
豊富な運動量を有するストゥラーロは、ACミランに所属していた元イタリア代表のジェンナーロ・ガットゥーゾにたとえられる。本人もまた「彼が築いてきたキャリアの半分でも辿ることができれば、素晴らしいことだろう。」と、ガットゥーゾを目標とする発言をしている。

## 代表歴

### 出場大会
- U-21イタリア代表
  - 2015年 - UEFA U-21欧州選手権2015（グループリーグ敗退）
- イタリア代表
  - 2016年 - UEFA EURO 2016（ベスト8）

### 試合数
- 国際Aマッチ（2016年）4試合0得点

| イタリア代表 | 国際Aマッチ | 国際Aマッチ |
| 年           | 出場        | 得点        |
| ------------ | ----------- | ----------- |
| 2016         | 4           | 0           |
| 通算         | 4           | 0           |

## タイトル
ジェノア
- スーペルコッパ・プリマヴェーラ : 2010

ユヴェントス
- セリエA : 2014-15, 2015-16, 2016-17, 2017-18
- コッパ・イタリア : 2014-15, 2015-16, 2016-17, 2017-18
- スーペルコッパ・イタリアーナ : 2015

カターニア
- コッパ・イタリア・セリエC：2023-24